# Bruno Gecchelin
Bruno Gecchelin (Milano, 25 settembre 1939) è un designer e architetto italiano.

## Biografia
Bruno Gecchelin nasce a Milano nel 1939.
Nel 1962 sviluppa studi e ricerche su cucine a gas e frigoriferi compatti per Indesit e inizia a progettare elementi d'arredo per Gruppo Industriale Busnelli.
Nello stesso periodo entra a far parte dell'ufficio di design della Olivetti di Ivrea, diretto da Ettore Sottsass e con sede a Milano. Vi rimane per circa quindici anni progettando macchine e terminali elettronici oltre a mobili da ufficio.
Nel 1976 diventa libero professionista e dopo la laurea in Architettura al Politecnico di Milano apre il suo studio ed inizia la collaborazione con numerose aziende. Il design di prodotto si amplia ad ambiti differenti.
Progetta una serie di accessori auto per la Fiat Panda; disegna imbottiti e sedute per Poltrona Frau e arredi ufficio per Ycami. Con Fratelli Guzzini idea una linea completa di attrezzi e casalinghi per la cucina realizzati in materiale termoplastico e amplia la gamma di articoli da regalo in materiali pregiati firmati Rede Guzzini.
Si dedica anche all'arredobagno progettando accessori e complementi in materiale termoindurente per Metaform. Progetta un sistema integrato e modulare, funzionale al mercato giapponese, per la divisione bagno di Matsushita. Sue, inoltre, diverse linee di elementi di condizionamento d'aria per Aermec e Kelvin Italy.
Durante la sua carriera, la passione per la tecnologia lo porta a specializzarsi nella progettazione di apparecchi per l'illuminazione per i quali cura anche la parte illuminotecnica. Sono più di cento le lampade disegnate in oltre quarant'anni di attività che alternano modelli decorativi o da ufficio a prodotti tecnici per l'illuminazione commerciale, museale e urbana. Le aziende principali con cui ha collaborato sono O-Luce, Skipper, Arteluce-Flos, Antonangeli, Venini, Matsushita, Tronconi, iGuzzini Illuminazione, Ivela, Raat e Reggiani Illuminazione.
Diversi premi internazionali fra i quali BIO Lubiana, IF product design award di Hannover e tre Premio Compasso d'oro: il primo nel 1989 per la serie di spot Shuttle produzione IGuzzini Illuminazione, il secondo nel 1991 per la pompa di calore AGH 171 New produzione Aermec-Riello e il terzo nel 2004 per lo spremiagrumi Latina della Fratelli Guzzini.
Oltre all'attività progettuale ha svolto didattica allo IED Istituto Europeo di Design di Milano, al Politecnico di Milano e all'Accademia di Brera di Milano.
Dal 1996 si dedica anche alla pittura e ad opere grafiche su tela.
Vive e lavora a Milano con i figli.

## Premi
Premio Compasso d'Oro
- 1989, faretti Shuttle, I Guzzini Illuminazione
- 1991, condizionatore AGH 171 New, Aermec-Riello

IF product design award
- 2006, lampada a sospensione MiniLight Air, iGuzzini Illuminazione
- 1991, faretti Punktscheinwerfer, Matsushita Electric
- 1989, faretti Shuttle, I Guzzini Illuminazione
- 1989, sistema a binario Challenger, I Guzzini Illuminazione
- 1987, lampada da terra e applique Mago, I Guzzini Illuminazione
- 1983, lampada da tavolo Snoki, I Guzzini Illuminazione
- 1983, lampada a sospensione Stilla, I Guzzini Illuminazione
- 1982, lampada da tavolo Praxis, I Guzzini Illuminazione